# Frost (rapper)
Arturo Molina Jr. (nascido em 31 de Maio de 1964), mais conhecido como Frost (originalmente Kid Frost) é um rapper latino-americano.

## Biografia
Molina nasceu e cresceu em East Los Angeles, região de Los Angeles de predominância latina. Seus pais eram imigrantes mexicanos. Pelo fato de seu pai trabalhar no exército, Frost passou partes de sua infância em bases militares em Guam e na Alemanha. O pai de Molina também o expôs à música latina desde criança, o ensinando a tocar Bateria, guitarra e teclado.
Quando voltou para East L.A., Kid começou a fazer raps sobre a vida difícil e o cotidiano violento da região e em 82 adotou o nome Kid Frost em homenagem a seu rival Ice-T. Frost rapidamente virou um b-boy para o Uncle Jamms Army.
No final dos anos 1980, Kid assinou com a Virgin Records. Virgin lançou seu primeiro e maior hit, "La Raza", em 1990. Seu álbum de estréia, Hispanic Causing Panic foi lançado em 10 de Julho de 1990 e tinha uma colaboração com A.T.L. Ele também formou um supergrupo de rap latino chamado Latin Aliance, que lançou seu único álbum, Latin Aliance, em 1991. Seu 2º álbum solo, East Side Story, foi lançado em 1992, e tinha colaborações com MC Eith, A.T.L. e Ganxta Ridd.
Em 1995, Frost tirou o "Kid" do nome e lançou com a Ruthless Records de Eazy-E o álbum Smile Now, Die Later. Above the Law, A.T.L., O Genius e Kokane foram os convidados. Seu 2º álbum pela Ruthless, When Hell.A.Freezes Over, foi lançado em 1997. Ice T, Scoop, O. Genius e Domino apareceram como convidados.
Em 1999, Frost mudou-se para uma pequena gravadora independente chamada Celeb-entertainment. Seu primeiro álbum para Celeb foi This Was Then This Is Now Vol. I, lançado em 1999. Kurupt, King T, Baby Bash, Tee Jay, Jayo Felony, Xzibit B Legit e Cameosis foram apresentados no CD. That Was Then This Is Now Vol. II" foi lançado em 2000. Frank V., Clika One, Jay Tee, Baby Bash foram destaque no CD.
Still Up In This Shit!, lançado pela Hit-A-Lick / Koch Records em 2002, caracterizou o estilo rap mais latino e faixas de g-funk, assim como um bônus escondido de rock intitulado "Cannabis". Mellow Man Ace, Daz Dillinger, Baby Bash, ALT, Nino Brown, Don Cisco e outros rappers convidados apareceram, e uma faixa apresentou o grupo Tierra. "Somethin' 4 The Ridaz" foi lançado em 2003 em 40 Once Records e contou com vários rappers do Texas.
Em 2005, Welcome To Frost Angeles foi lançado pela Thump Records, que foi produzido quase inteiramente por Frost e seu filho, Scoop De'Ville. Somente a introdução é produzida por Binky Womack e Philly Blunt co-produziu uma faixa. Os rappers convidados são Cameosis, Genovese e Jay Tee. Frost novamente assinou para Low Profile Records e lançou seu álbum Till The Wheels Fall Off em 2006. Teve aparições diversas que incluíram Baby Bash, Scoop De'Ville e Sancho.
Frost também gravou canções para filmes como "Bite the Bullet (Theme from Gunmen)" do filme de 1993 Gunmen e "Tears Of A Mother" do filme No Mothers Crying, No Babies Dying, que apresentou Ice-T. Frost também é um ator que aparece em vários filmes, assim como faz papéis de voz para personagens de ficção tais como GTA San Andreas, jogo que apresentou seu hit "La Raza".
Ele foi nomeado Vice-Presidente da Divisão de Música da Goldmark Indústrias em 30 de agosto de 2006. Frost também apareceu em uma participação especial no vídeclipe de Vato, dos rappers Snoop Dogg e B-Real.

## Discografia
| Informação do álbum |
| --- |
| Hispanic Causing Panic - Released: July 10, 1990 - Chart positions: #67 US, #45 R&B/Hip-Hop - Last RIAA certification: N/A - Singles: "La Raza"                                                |
| East Side Story - Released: April 21, 1992 - Chart positions: #73 US, #54 Top Hip Hop/R&B - Last RIAA certification: N/A - Singles: "No Sunshine", "Thin Line"                                 |
| Smile Now, Die Later - Released: October 24, 1995 - Chart positions: #119 US, #36 Top R&B/Hip-Hop - Last RIAA certification: N/A - Singles: "East Side Rendezvous", "La Familia", "La Raza II" |
| When Hell.A. Freezes Over - Released: July 1, 1997 - Chart positions: #154 US, #64 Top R&B/Hip-Hop - Last RIAA certification: N/A - Singles: "What's Your Name (Time of the Season)"           |
| That Was Then, This Is Now, Vol. 1 - Released: August 31, 1999 - Chart positions: N/A - Last RIAA certification: N/A - Singles: "Latin Kings", "Diamonds and Pearls", "Feria"                  |
| That Was Then, This Is Now, Vol. 2 - Released: September 26, 2000 - Chart positions: N/A - Last RIAA certification: N/A - Singles: "West Coast Lowrider"                                       |
| Still Up In This Shit - Released: April 23, 2002 - Chart positions: #183 US, #30 Top R&B/Hip-Hop - Last RIAA certification: N/A - Singles: "Everybody Knows"                                   |
| Somethin' 4 the Riderz - Released: March 11, 2003 - Chart positions: N/A - Last RIAA certification: N/A - Singles:                                                                             |
| Welcome to Frost Angeles - Released: May 17, 2005 - Chart positions: N/A - Last RIAA certification: N/A - Singles: "Welcome to Frost Angeles"                                                  |
| Till the Wheels Fall Off - Released: September 26, 2006 - Chart positions: N/A - Last RIAA certification: N/A - Singles: "Till the Wheels Fall Off", "Eastside Rendevouz"                      |
| Blunts N Ballerz - Released: January 30, 2007 - Chart positions: N/A - Last RIAA certification: N/A - Singles: "Got Bud", "All Nighters"                                                       |

### Compilações
| Informação do Álbum |
| --- |
| Frost's Greatest Joints - Released: February 27, 2001 - Chart positions: N/A - Last RIAA certification: N/A - Singles: "La Raza II", "La Familia" |
| Raza Radio - Released: May 21, 2002 - Chart positions: N/A - Last RIAA certification: N/A - Singles: N/A                                          |
| Greatest Joints Dos - Released: October 14, 2003 - Chart positions: N/A - Last RIAA certification: N/A - Singles: N/A                             |
| The Best of Frost: The Remix Album - Released: October 31, 2006 - Chart: N/A - Label: Low Profile Records                                         |

## Singles
| Ano  | Título                                  | Posição nas paradas | Posição nas paradas | Posição nas paradas | Posição nas paradas | Álbum                      |
| Ano  | Título                                  | U.S. Hot 100        | U.S. R&B/Hip-Hop    | U.S. Rap            | Hot Latin Tracks    | Álbum                      |
| ---- | --------------------------------------- | ------------------- | ------------------- | ------------------- | ------------------- | -------------------------- |
| 1990 | "La Raza"                               | #42                 | #59                 | #14                 | #33                 | Hispanic Causing Panic     |
| 1992 | "No Sunshine"                           | -                   | #79                 | #40                 | -                   | East Side Story            |
| 1992 | "Thin Line"                             | -                   | #82                 | #45                 | -                   | East Side Story            |
| 1995 | "East Side Rendezvous"                  | #73                 | #74                 | #23                 | -                   | Smile Now, Die Later       |
| 1996 | "La Raza II"                            | #72                 | #70                 | #45                 | -                   | Smile Now, Die Later       |
| 1996 | "La Familia"                            | #77                 | -                   | #39                 | -                   | Smile Now, Die Later       |
| 1997 | "What's Your Name (Time Of The Season)" | -                   | -                   | #32                 | -                   | When Hell .A. Freezes Over |